# The Adventures of Sharkboy and Lavagirl in 3-D
The Adventures of Sharkboy and Lavagirl in 3-D (también conocida como Las aventuras de Sharkboy y Lavagirl y Las aventuras del niño tiburón y la niña de fuego o simplemente Sharkboy y Lavagirl) es una película estadounidense de aventura, fantasía y comedia, dirigida y escrita por Robert Rodriguez. Esta película utiliza la misma tecnología 3-D utilizada en Spy Kids 3-D: Game Over (2003). Se estrenó el 10 de junio de 2005.
Protagonizada por Taylor Lautner, Taylor Dooley y Cayden Boyd, acompañados por David Arquette, Kristin Davis y George López. Muchos de los conceptos y gran parte de la historia fueron concebidas por los hijos del director Robert Rodríguez.

## Trama
Max (Cayden Boyd) es un niño que crea un mundo imaginario llamado Planeta Drool, donde toda su imaginación y los sueños cobran vida. Él crea dos personajes, el primero es Sharkboy (Taylor Lautner), un joven que fue criado por tiburones tras perder a su padre en el mar. El segundo es Lavagirl (Taylor Dooley) que puede producir fuego y lava, pero tiene problemas para tocar objetos sin prenderlos en fuego. Max es el único que queda para proteger Planeta Drool. En la vida real, los padres de Max (David Arquette y Kristin Davis) tienen poco tiempo para él y no suelen apoyarlo en sus ideas como construir un robot, y en la escuela es acosado por varios de sus compañeros liderados por Linus (Jacob Davich). Sin embargo, él recibe la amistad de Marissa (Sasha Pieterse), la hija de su profesor, el Sr. Electricidad (George Lopez). Linus roba el Diario de Max (donde todos sus sueños se mantienen) y lo vandaliza a su antojo. Al día siguiente, un tornado ruge fuera de la escuela, y momentos después Sharkboy y Lavagirl aparecen y preguntan a Max para que fuera con ellos al Planeta Drool. Al llegar a través de un cohete de tiburón, Max se entera de que el mundo de los sueños está convirtiendo en un mundo de pesadillas, comandado por el Sr. Eléctrico (un robot basado en el profesor de Max, el Sr. Electricidad), originalmente electricista del mundo de los sueños, pero ahora corrompido y a las órdenes de alguien más.
Sharkboy y Lavagirl salvan a unos niños de una montaña rusa fuera de control. Luego, con Max,van a la guarida del Sr. Eléctrico y se enfrentan a él que rápidamente los deja en una parte del planeta Drool llamado Cementerio de los sueños donde algunos de los sueños de Max han sido olvidados por el. Ellos encuentran a Tobor (voz de George López), el robot de juguete que nunca terminó de ser construido por Max, que en el planeta tenía vida y era brillante por lo que pudo darles algunas respuestas. Además, separando sus ojos y boca del resto de su cuerpo, los lleva hasta el Tren del Pensamiento, un tren amarillo que se manejaba con la mente volando en el aire sin usar vías. Si bien en el viaje, los tres forman una amistad, pero se enfrentan a dificultades, como la ira de Sharkboy debido a los océanos congelados, y Lavagirl desesperada por encontrar su verdadero propósito en el Planeta Drool. Al chocar el tren, son perseguidos por el Sr. Eléctrico y sus sabuesos en todo el planeta y llegan a la Tierra de Leche y Galletas, un lugar de comidas dulce gigante donde Tobor había dicho que Max podría soñar sin tener pesadillas, habitado por dos gigantes que se parecen a los padres de Max, solo que a diferencia de ellos, ellos son felices. Max cuenta que vio un objeto con forma de corazón, lo que Sharkboy reconoce como el Corazón de Cristal. Entonces deciden visitar a la princesa de hielo y obtener el amuleto, que puede detener el tiempo, dándoles tiempo suficiente para llegar al centro del Planeta Drool y arreglar el mundo de los sueños. Sin embargo, son capturados por el Sr. Eléctrico y entregados a Linus (ahora con el alias Minus), que ha alterado el mundo de los sueños con el propio diario de sueños de Max y atrapa a los tres en una jaula. Sharkboy se molesta y tiene un frenesí de tiburón, con el que destruye la jaula. Max recupera el diario de sueños de Minus mientras que él está durmiendo, después de la fuga de los tres. Max le informa a Sharkboy que su padre está vivo en su libro, pero cuando Lavagirl quiere saber lo que dice acerca de ella, ella quema el libro en cenizas. En su furia, Lavagirl enfrenta Max y le pregunta por qué ella estaba hecha de lava, pero se calma por Sharkboy.
Con el poco tiempo que queda, Max, Sharkboy y Lavagirl (quien queda congelada temporalmente al agarrar un falso Corazón de Cristal) llegan a la princesa de hielo (Sasha Pieterse), después de un encuentro con el Guardián de Hielo (voz de George Lopez). Ella les entrega el corazón de cristal, pero encuentran que es demasiado tarde para detener la corrupción. El Sr. Eléctrico provoca a Sharkboy para que salte al agua llena de anguilas eléctricas, aparentemente muere. Lavagirl salta en el agua para rescatar a Sharkboy pero "muere" momentos después. La cabeza de Tobor aparece y convence a Max para soñar un sueño mejor, que a su vez revive a Sharkboy, quien lleva a Lavagirl a un volcán, donde revive. Max es testigo de su renacimiento y concluye que su propósito es ser como una luz contra las nubes oscuras que poco a poco han sumido los cielos del planeta Drool. Max ahora con sus nuevos "poderes" descongela el océano para que Sharkboy pueda pelear con la ayuda de los tiburones contra el Sr. Eléctrico y Max pelea contra Minus hasta que lo convence de dejar de corromper el planeta Drool.
El Sr. Eléctrico se niega a aceptar el mundo de los sueños nuevos, y se dirige hacia la Tierra para matar a Max mientras está soñando. Max se despierta de nuevo en su clase en el centro de la tormenta. El Sr. Eléctrico aparece y los Padres de Max están atrapados en la tormenta, pero los salvan Sharkboy y Lavagirl. Max le da al corazón de cristal a Marissa, lo que le permite obtener los poderes de la Princesa de Hielo, que utiliza para congelar y destruir al Sr. Eléctrico. Sr. Electricidad, Linus y Max hacen la paz entre sí, y Max se reúne con sus padres.
Al final, Max le cuenta a su clase que el Planeta Drool se convirtió en un mundo de sueños buenos de nuevo, Sharkboy se convierte en el Rey del Océano, y Lavagirl se convierte en la Reina de los Volcanes (incluso los acuáticos) y Max termina la construcción de Tobor con sus padres y finalmente Tobor queda listo.

## Reparto
- Taylor Lautner como Sharkboy
  - Rebel Rodriguez como Sharkboy (Niño, a los cinco años de edad).
  - Racer Rodriguez como Sharkboy (Niño, a los siete años de edad).
- Taylor Dooley como Lavagirl
- Cayden Boyd como Max
- George Lopez como Sr. Electricidad / Sr. Eléctrico / Tobor / El Rey de Hielo.
- David Arquette como El Padre de Max.
- Kristin Davis como La Madre de Max.
- Jacob Davich como Linus / Minus.
- Sasha Pieterse como Marissa / La Princesa de Hielo.
- Rico Torres como El Padre de Sharkboy.
- Rocket Rodríguez como Lug.
- Marc Musso, Shane Graham, Tiger Darrow, Chloe Chung, Anthony Guajardo, Tania Haddad, Mackenzie Fitzgerald y Spencer Scott como los Alumnos de la Escuela.
- Tristen Spade como Hitman.
- Peyton Hayslip como El Profesor.
- Joanna McCray: papel desconocido.

## Producción
Escrita y dirigida por Robert Rodriguez, "Las aventuras de Sharkboy y Lavagirl" pretende enseñar el poder de convertir los sueños en realidad. Para trasladarse a este mundo ideal lleno de montañas rusas y con un cielo violeta, Rodríguez empleó personajes que habían salido de la mente de su hijo de siete años, Racer Max, mucho antes de que él se plantease dirigir el largometraje del que su mujer, Elizabeth Avellaneda, es productora. David Arquette y Cayden Boyd protagonizan esta película que, según Rodríguez, ha sido creada "por una familia para otras familias" con el fin de mostrar el poder de la creatividad y la imaginación.

## Banda sonora
El Director Robert Rodriguez compuso por piezas la partitura a sí mismo, con contribuciones de compositores John Debney y Graeme Revell. Green Day al parecer fueron puestos para contribuir con "Wake Me Up When September Ends" a la banda sonora, pero Robert Rodríguez lo negó.

## Libros
En la época del estreno de la película, Rodríguez escribió que una serie de novelas para niños titulado Sharkboy y Lavagirl Adventures con el aclamado escritor de ciencia ficción Chris Roberson. Incluyen libro 1, El soñador de día y el libro 2, Volver a planeta drool, que anuncia que se continuará en un tercer volumen, Sueño profundo, que todavía tiene que aparecer. Se ilustran a lo largo por Alex Toader, quien diseñó los personajes y ambientes para la película y la anterior franquicia Spy Kids.
En el primer libro, la historia de la película es contada desde perspectiva de Lavagirl y de Sharkboy, con al menos un nuevo evento. En regreso al planeta babeando, Sharkboy, recordando su encuentro con el Imagineer en el primer libro, continúa la búsqueda de su padre al intentar volver al mundo de los sueños. Se encuentra con una muy aburrida Lavagirl en la ciudad submarina, donde ella ahora impera como reina, y juntos se embarcan en un viaje subterráneo. Se encuentran con pirañas, un gigantesco oso rojo y una ciudad habitada por los sueños de épocas pasadas, donde se mantuvieron cautivos por superhéroes, piratas y vaqueros. Al final, después de aprender los secretos de la ciudad, Sharkboy aún espera encontrar a su padre y Lavagirl los secretos de su origen.
Jeff Jensen de Entertainment Weekly elogió a otro libro que aparecen en la época de la película, las aventuras de SharkBoy y LavaGirl: la película Storybook (de Racer Max Rodríguez y Robert Rodríguez), como muy lejos de la relación de cuentos películas generalmente e ilustraciones "caricaturesco pero detallado de también elogiado Alex Toader".